# Podrebar (Buzet)
Pour les articles homonymes, voir Podrebar.
Podrebar (en italien : Sotto la Rupe) est une localité de Croatie située en Istrie, dans la municipalité de Buzet, dans le comitat d'Istrie. En 2001, la localité comptait 17 habitants.

## Démographie
| 1948 | 1953 | 1961 | 1971 | 1981 | 1991 | 2001 |
| ---- | ---- | ---- | ---- | ---- | ---- | ---- |
| 58   | 55   | 48   | 47   | 22   | 18   | 17   |